# Kloster Court

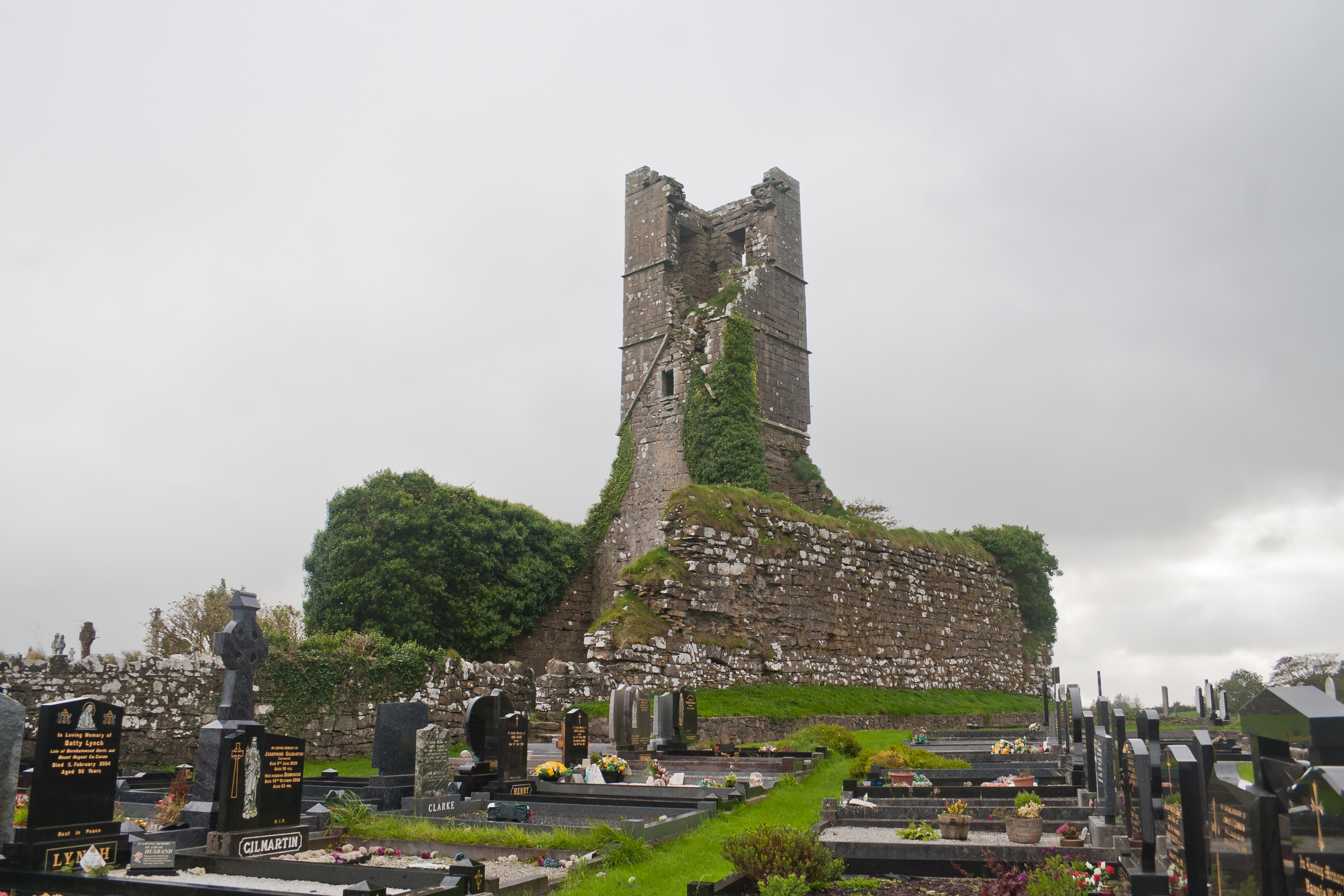
Nordostansicht des Klosters

Das Kloster Court (englisch Court Friary) wurde vor 1449 als gemischtes Haus für Terziaren und Terziarinnen des franziskanischen Ordens in der Diözese Achonry in Irland gegründet. Im Zuge der Reformation wurde das Kloster 1588 aufgehoben und ist seitdem zur Ruine verfallen. Es liegt im Townland Lavagh im County Sligo.

## Geschichte
Die Initiative zur Gründung ging von dem Priester Andrew O'Clumhain aus, der das dazu notwendige Land von John O’Hara erhielt. Mit der 1449 erfolgten Genehmigung des Bischofs Cornelius O'Moghan wurde es als gemischtes Kloster für Brüdern und Schwestern errichtet. Es ist nicht das einzige solche gemischte Haus der Franziskaner in Irland, aber es gab nur wenige und diese blieben wohl nicht sehr lange in dieser Konstellation, da später keine gemischten Klöster der Franziskaner bekannt waren. 1454, als der Bau des Klosters bereits im Gange war, erfolgte die Genehmigung durch Papst Julius III., die die gemischte Nutzung ausdrücklich erwähnt.
Etwa fünf Kilometer westlich liegt Kilcummin, das zunächst der Sitz eines frühchristlichen Klosters war und 1454 oder später zu einem von Court abhängigen Haus wurde. Die topografische Karte von 1838 weist auf Reste eines rechteckigen 10 × 5 Meter großen Gebäudes hin, von dem jedoch heute nichts mehr erhalten ist.
1588 wurde das Kloster im Rahmen der Reformation aufgehoben. Bei einer 1586 oder 1587 vorgenommenen Begutachtung wurde eine mit Stroh oder Reet bedachte Kirche vorgefunden, zu der ein Friedhof, ein Dormitorium und zwei weitere Häuser gehörten. Dazu kam ein Landbesitz von 80 Acre. Insgesamt wurde der Wert auf 1 Pfund, 6 Schilling und 8 Pence geschätzt. Eigentümer war damals der Priester Roger Ballagh O’Hara. 1598 wurde der gesamte Besitz jedoch als Eigentum der Krone an William Taaffe verliehen, später an Francis Edgworth.

## Architektur

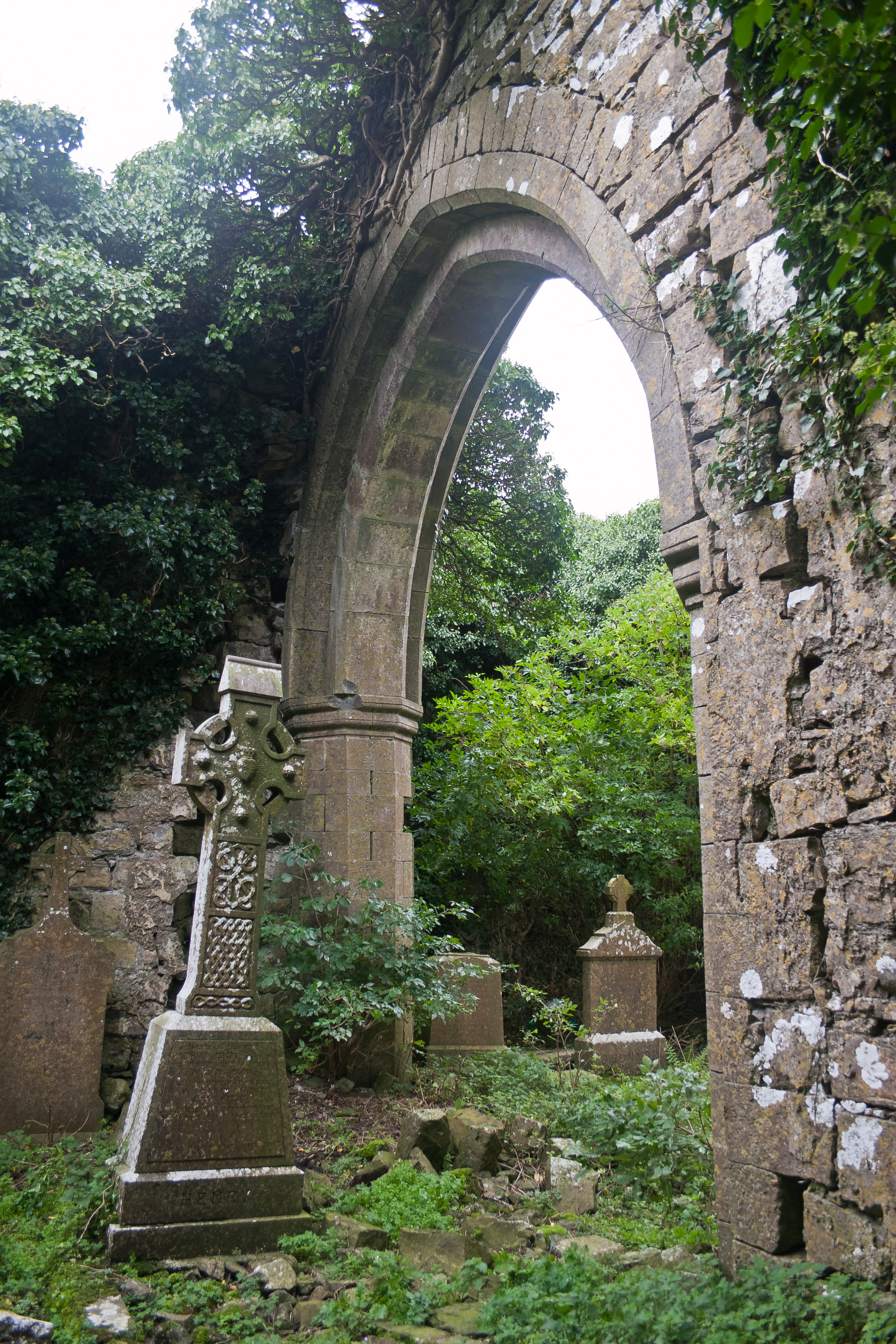
Blick aus dem Querschiff in das Langhaus

Erhalten geblieben ist eine rechteckige Kirche, die durch einen Turm in das Langhaus mit etwa 12 Meter Länge und den gleich langen Chor geteilt wird, dessen Ostseite jedoch nicht mehr erhalten ist. Der Turm nimmt mit 6,5 Meter die volle Breite ein und ist 4,2 Meter tief. Er ruht auf vier Pfeilern, die an den Seitenwänden anliegen. Weiter oben wird der Turm schmaler und nimmt nur noch etwa die halbe Breite ein. Es gehört neben Rosserk zu den Klöstern der Terzianer, die einen von den Franziskanern in Irland bevorzugten hohen Turm hatten wie beispielsweise in Claregalway. Auf der Südseite des Langhauses schließt sich ein Querschiff an, das ebenso wie der Turm aus einer späteren Bauperiode stammt. Im Querschiff befinden sich an der Ostwand zwei Piscinas, die, wie in einigen wenigen anderen Franziskanerklöstern in Irland auch, sich zu zwei Seiten öffnen, einerseits zum Querschiff und andererseits zum Altar. In Court werden die Piscinas nach oben hin durch Viertelbögen abgeschlossen, die sich in der Mitte an der Ecke treffen.